# Reina Hispanoamericana 2019
Reina Hispanoamericana 2020 fue la 29.ª edición de Reina Hispanoamericana correspondiente al año 2020 se llevó a cabo el 8 de febrero de 2020 en la ciudad de Santa Cruz de la Sierra, Bolivia en donde varias candidatas de diferentes países y territorios autónomos compitieron por el título y la corona internacional. Al final del evento la Reina Hispanoamericana 2018, Nariman Battikha de Venezuela, coronó a Regina Peredo de México como su sucesora.
El evento fue transmitido en vivo por la cadena de televisión boliviana Red Uno y a través de internet para toda Hispanoamérica y el resto del mundo.

## Resultados
| Posición                       | País                   | Candidata           |
| Reina Hispanoamericana 2019    | - México               | - Regina Peredo     |
| Virreina Hispanoamericana 2019 | - Brasil               | - Gabrielle Vilela  |
| Primera Finalista              | - Colombia             | - Laura Claro       |
| Segunda Finalista              | - Puerto Rico          | - Yuanilie Alvarado |
| Tercera Finalista              | - Paraguay             | - Ketlin Lottermann |
| Cuarta Finalista               | - Venezuela            | - Valeria Badell    |
| Quinta Finalista               | - Filipinas            | - María Llegado Δ   |
| Sexta Finalista                | - España               | - Ainara Cardaño    |
| Septima Finalista              | - República Dominicana | - Franchesca Ástier |
| Octava Finalista               | - Haití                | - Cassandra Chéry   |
| Novena Finalista               | - Estados Unidos       | - Monserrat Báez    |

- Δ Votada por el público vía Internet.

### Orden de clasificación
| Top 11               |
| -------------------- |
| México               |
| Filipinas            |
| Venezuela            |
| Puerto Rico          |
| Paraguay             |
| Brasil               |
| República Dominicana |
| España               |
| Colombia             |
| Haití                |
| Estados Unidos       |

## Relevancia histórica
- México obtiene el título Reina Hispanoamericana por segunda vez, pero al haber sido destituida de su título la primera esta es considerada la primera.
- Brasil obtiene el virreinato por segundo año consecutivo, y cuarto en la historia del concurso.
- Venezuela, México y Paraguay, vuelven a clasificar a semifinales
- México y Venezuela clasifica por séptimo año consecutivo.
- Brasil y Paraguay clasifica por cuarto año consecutivo.
- Estados Unidos clasifica por primera vez en la historia del concurso
- Filipinas la última vez que clasificó fue 2017
- Colombia, España y Haití clasificaron por última vez en  2016
- República Dominicana clasificó por última vez en 2015
- Puerto Rico clasificó por última vez en 2013.
- Perú rompe racha por mantener clasificación desde 2016

## Gala de la belleza hispana
| Premio               | País             | Candidata           |
| Chica Amaszonas      | - Uruguay        | - Lincy Colman      |
| Mejor Cabellera      | - Uruguay        | - Lincy Colman      |
| Mejor Sonrisa        | - Estados Unidos | - Monserrat Báez    |
| Mejor Traje Típico   | - Guatemala      | - Stefani Zeceña    |
| Miss Deporte         | - Uruguay        | - Lincy Colman      |
| Miss Elegancia Face  | - Venezuela      | - Valeria Vadell    |
| Miss Personalidad    | - Colombia       | - Laura Claro       |
| Miss Fotogénica      | - Puerto Rico    | - Yuanilie Alvarado |
| Miss Silueta Philips | - Venezuela      | - Valeria Vadell    |
| Miss Simpatía        | - Estados Unidos | - Monserrat Báez    |

## Candidatas
29 candidatas compitieron en el certamen de Reina Hispanoamericana 2019:
(En la tabla se utiliza su nombre completo, los sobrenombres van entrecomillados y los apellidos utilizados como nombre artístico, entre paréntesis; fuera de ella se utilizan sus nombres «artísticos» o simplificados)
| País/Territorio      | Candidata                             | Edad | Estatura | Ciudad de Origen |
| Argentina            | Sasha Gigliani                        | 25   | 1.67     | Buenos Aires     |
| Aruba                | Sarah Van Der Steen                   | 20   | 1.76     | Oranjestad       |
| Belice               | Gabriela Varela                       | 18   | 1.67     | Ciudad de Belice |
| Bolivia              | Dayana Angélica Romero Montaño        | 26   | 1.78     | Tarija           |
| Brasil               | Gabrielle Vilela de Souza             | 27   | 1.70     | Curitiba         |
| Chile                | Aylin Alicia Jaldín Fernández         | 25   | 1.68     | La Serena        |
| Colombia             | Laura Juliana Claro Coronel           | 23   | 1.70     | Cúcuta           |
| Costa Rica           | Marianella Chaves Serrano             | 27   | 1.70     | Alajuela         |
| Cuba                 | Sissi Leyva Oliva                     | 25   | 1.70     | La Habana        |
| Curazao              | Tiffany de Freitas Bras               | 21   | 1.69     | Willemstad       |
| Ecuador              | María José Rivera Ibarra              | 19   | 1.80     | Quevedo          |
| El Salvador          | Katherine Gabriela Alberto Acevedo    | 24   | 1.74     | San Salvador     |
| España               | Ainara Cardaño Cadaveico              | 25   | 1.77     | Tarragona        |
| Estados Unidos       | Monserrat Báez                        | 19   | 1.78     | Hialeah          |
| Europa Hispana       | Verónica Zito León                    | 22   | 1.74     | Valencia         |
| Filipinas            | Maria Katrina Llegado                 | 21   | 1.73     | Taguig           |
| Guatemala            | Marlen Stefany Elvira Zeceña          | 20   | 1.66     | Jalapa           |
| Haití                | Cassandra Chéry                       | 24   | 1.79     | Port-au-Prince   |
| Honduras             | Gabriela Kristabel Irías Paz Morgan   | 19   | 1.70     | Tegucigalpa      |
| México               | Regina Peredo Gutiérrez               | 21   | 1.73     | Puebla           |
| Nicaragua            | Stefanía de Jesús Alemán Cerda        | 28   | 1.67     | Masaya           |
| Panamá               | Linette Marie Clément Rodini          | 22   | 1.74     | Limón            |
| Paraguay             | Ketlin Lottermann Bazzo               | 25   | 1.73     | Santa Rita       |
| Perú                 | Danae Pierina Stefanía Meléndez Ramos | 28   | 1.75     | Callao           |
| Portugal             | Diana Sofía Santos Silva              | 23   | 1.70     | Oporto           |
| Puerto Rico          | Yuanilie Alvarado González            | 23   | 1.70     | Arecibo          |
| República Dominicana | Franchesca Liliana Astier García      | 21   | 1.70     | Dajabon          |
| Uruguay              | Lincy Leila Colman Castillo           | 19   | 1.75     | Canelones        |
| Venezuela            | Liz Valeria Badell Lillo              | 22   | 1.67     | Maracaibo        |

##### REEMPLAZO
- Brasil - Amanda Valentine Brenner fue reemplazada por Gabrielle Vilela.
- Costa Rica - Génesis Guerrero Santos fue reemplazada por Marianella Chaves.
- El Salvador - Cristina Marissa Perdomo fue reemplazada por Gabriela Acevedo.
- Honduras - Madelin Mungía fue reemplazada por Gabriela Irías.
- Panamá - Ana Lucía Tejeira fue reemplazada por Linette Clement.

## Datos de Candidatas
Algunas de las delegadas de Reina Hispanoamericana 2019 han participado, o participarán, en otros certámenes internacionales de importancia:
- Gabriella Vilela (Brasil), ganó el Reinado Internacional de la Ganadería 2013, participó en Miss Mundo 2017(Top 40, semifinalista) y Top 20 en Miss Grand Internacional 2018.
- Marianella Chaves (Costa Rica), participó en Miss Planet Internacional 2017 y fue top 10.
- Tiffany de Freitas (Curazao) participó sin éxito en World Top Model 2018
- Stefani Zeceña (Guatemala) participó sin éxito en Miss Latin World 2018
- Casandra Chéry (Haití) participó sin éxito en Miss Universo 2017 y Miss Internacional 2018 y participara en Miss Charm Internacional 2022
- Gabriela Irías (Honduras) participará en el Miss Internacional 2020
- Stefanía Alemán (Nicaragua) participó sin éxito en Miss Mundo 2015 y Reinado Internacional del Café 2015
- Ketlin Lottermann (Paraguay), participó sin éxito en Miss Universo 2019 y participara en Nuestra Latinoamericana Universal 2022
- Diana Santos (Portugal), participó sin éxito en Miss Eco Internacional 2017 y Miss Grand Internacional 2018
- Lincy Colman (Uruguay) participó World Top Model 2018 resultando de Cuarta Finalista.

Algunas datos interesantes de las delegadas de Reina Hispanoamericana 2019:
- Sasha Sigliani (Argentina): Es una futbolista profesional en su país.